# El juego de la pelota a pala
Con el nombre de El juego de la pelota a pala se conoce a un cartón para tapiz de la tercera serie de Francisco de Goya, realizado para el dormitorio de los Príncipes de Asturias en el Palacio de El Pardo.
Su destino actual está en la colección permanente del Museo del Prado, donde se exhibe desde 1870. Anterior a esto se almacenaba en el sótano del Palacio Real de Madrid.
Es el cartón más grande de toda la serie, pensado para abarcar la parte central del antedormitorio de los Príncipes. Consigue también un perfecto equilibrio entre los personajes y el espacio, obteniendo volúmenes adecuados.

## Análisis
Emprendido entre enero y julio de 1779, debía reemplazar a El ciego de la guitarra, pues la ejecución de éste había dado numerosos problemas. No es una escena de feria como otros cartones, pero es algo más cotidiano y popular. Destaca, en primer plano, un fumador. Los colores parduscos y la ejecución de las figuras recuerda a Velázquez, a quien Goya admiraba. 
Se trata de un cuadro con una oculta imaginería sexual. De acuerdo a Tomlinson, Goya demostraba el carácter sexual de sus cuadros sólo a través de la colocación de estos en la alcoba de los príncipes. La interacción más fuerte es la que se produce con La feria de Madrid. Es pertinente recordar, asimismo, que estos cuadros adornaban estancias reales y el carácter no podía ser tan explícito.
Goya demuestra aquí su dominio de la perspectiva, de la luz y del color. Crea en el espacio, por vez primera, nociones de lejanía y proximidad. El espectador no es consciente del rigor y de una geometría seca, como la que denota el cuadro. Tiene algunos aires a pintura barroca italiana, cuyas obras maestras había estudiado Goya con anterioridad.